# آموزش در زندان
آموزش در زندان شامل آموزش حرفه‌ای و تحصیلات مدرسه‌ای و دانشگاهی است که برای زندانیان به‌عنوان بخشی از برنامه‌های بازتوانی (اصلاح) و مهیا نمودن آنان برای زندگی بیرون از زندان در نظر گرفته می‌شود.
گاهی آموزش در زندان، توسط سیستم زندان اجرا می‌شود و گاهی هم به‌وسیله گروه‌های خارج از زندان مانند موسسات تربیتی و تحصیلی به انجام می‌رسد. همچنین هزینه‌های مربوط به آن نیز می‌تواند از طریق دولت یا موسسات خیریه غیردولتی تأمین شود.

## مناقشه
مخالفان ادعا می‌کنند که در خیلی از موضوعات، آموزش در زندان محصولی بهتر از «تبهکاران تحصیلکرده‌تر» در برنخواهد داشت. اما بسیاری از مطالعات نشان داده‌اند که در اثر آموزش زندانیان کاهش معنی‌داری در تکرار جرم توسط آن‌ها اتفاق افتاده‌است.
به‌عنوان نمونه پژوهشی که توسط اداره زندانهای فدرال ایالات متحده، در این زمینه صورت گرفته مشخص نموده که «بیشتر برنامه‌های موفق آموزشی در طول ۶ ماه حبس با کاهش نرخ تکرار جرم همراه بوده‌اند.»
معروف‌ترین سازمانهایی که در زمینه آموزش در زندان فعالیت می‌کنند عبارت‌اند از CEA و EPEA (انجمن اروپایی آموزش در زندان).